# Ronald Bahr

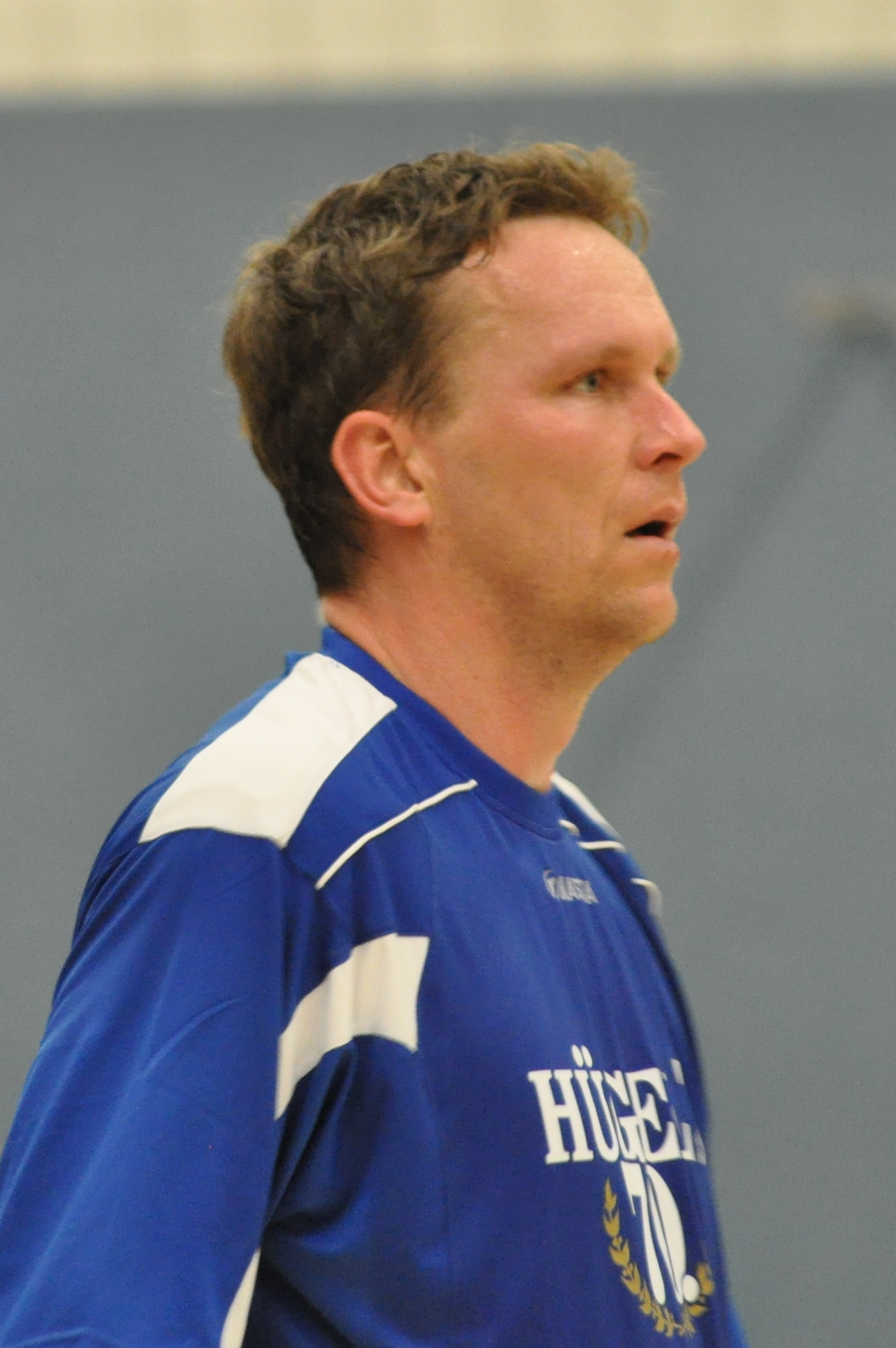
Ronald Bahr (2010)

Ronald Bahr (* 29. Oktober 1974 in Stralsund) ist ein ehemaliger deutscher Handballspieler.
Er machte im Jahr 1995 sein Abitur an der Rostock CJD-Christopherusschule.
Der auf der Position rechter Rückraum eingesetzte 1,87 Meter große Bahr spielt seit 2010 beim Mecklenburger HC in Lübtheen. Er stand zuvor bis 2001 beim HC Empor Rostock und vom 1. Juli 2001 bis 3. Juni 2008 beim SV Post Schwerin unter Vertrag und spielte anschließend beim Vellahner SV.
Mit Schwerin spielte er in der Handball-Bundesliga und mit Rostock sowie mit Schwerin in der 2. Handball-Bundesliga.
Zur Saison 2011/12 war er als Büroleiter beim SV Post Schwerin tätig. Ronald Bahr hat das geplante Amt des Geschäftsführers nicht angetreten und sein Arbeitsverhältnis mit Post Schwerin beendet. Seit Mai 2023 ist Bahr beim Oberligisten Mecklenburger Stiere Schwerin als Sportlicher Leiter tätig.